# Trevor Smith (landhockeyspelare)
Trevor Smith, född den 15 april 1949, är en australisk landhockeyspelare.
Han tog OS-silver i herrarnas landhockeyturnering i samband med de olympiska landhockeytävlingarna 1976 i Montréal.